# Gabriel González Videla
Gabriel González Videla (La Serena, 22 de novembre de 1898 — Santiago de Xile, 22 d'agost de 1980), fill de Gabriel González Castillo i de Teresa Videla Zepeda, va ser President de Xile entre 1946 i 1952. Advocat format per la Universitat de Xile el 1922. Líder del Partit Radical, del qual va ser elegit president el 1937. Diputat pel seu districte natal en els períodes 1933-37 i 1937-41. Nomenat ambaixador en França el 1939. Senador el 1945. Candidat a President de la República per l'Aliança Democràtica (radicals, comunistes i demòcrates), va ser triat el 1946.